# Sint-Pietersbandenkerk (Halen)

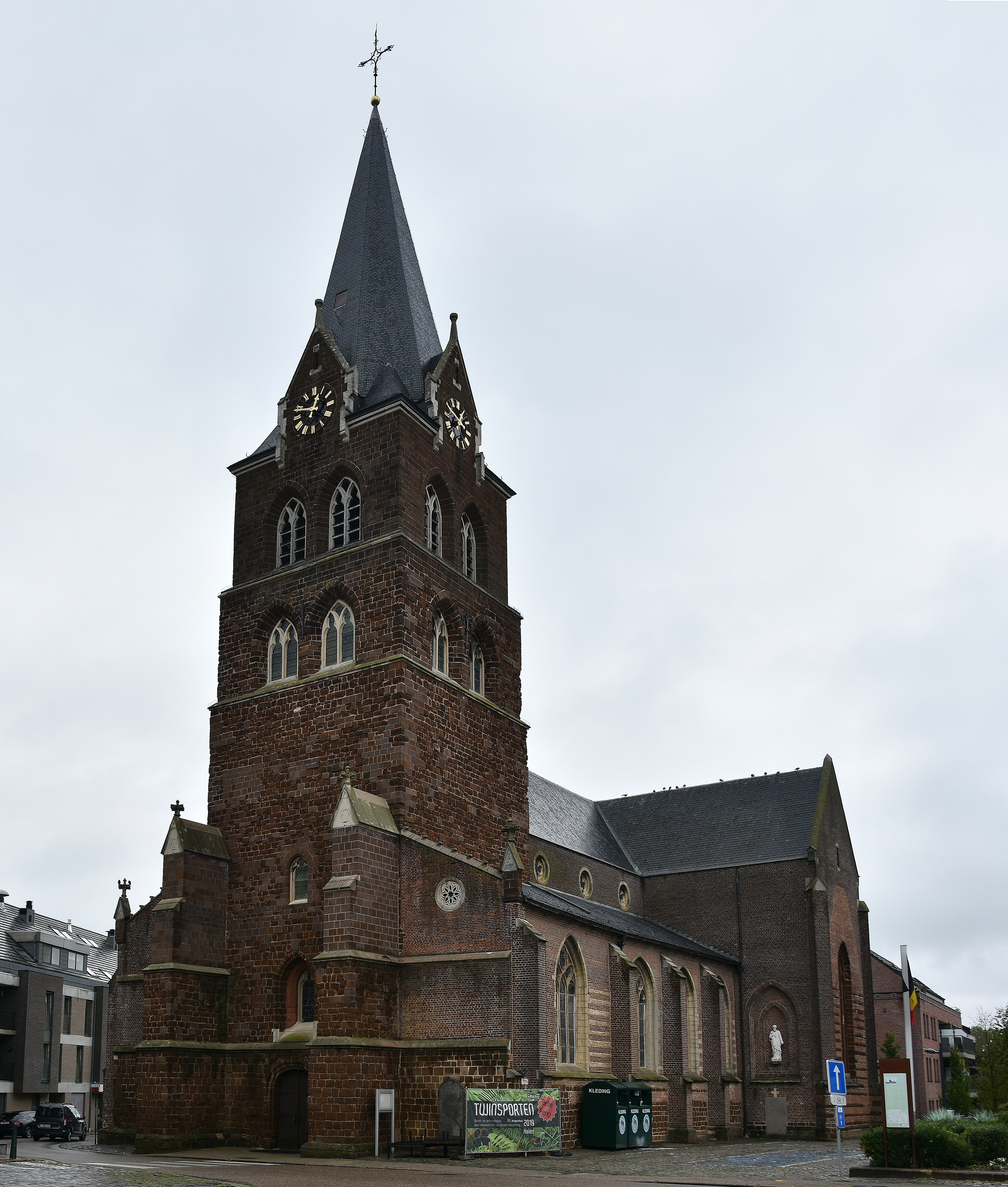
Sint-Pietersbandenkerk

De Sint-Pietersbandenkerk of Sint-Pieter-in-banden is de parochiekerk van Halen in Limburg (Belgische provincie), gelegen aan de Markt aldaar.
Het betreft een gotische kruisbasiliek met ingebouwde westtoren. De middenbeuk dateert van einde 14e eeuw, de zijbeuken uit midden 16e eeuw, en het dwarspand is van 1552. Wanneer het koor gebouwd werd, is niet bekend, maar aannemelijk is dat het tegelijk met het middenschip is gebouwd. In de 19e eeuw werd de noorderzijbeuk en -transeptarm vervangen, en werd de zuidertranseptarm verhoogd. In 1940 liep de toren schade op, maar deze werd nog tijdens de oorlog hersteld.
De vierkante westtoren stamt uit de 13e eeuw en is gebouwd in ijzerzandsteen. Deze had oorspronkelijk drie geledingen, later is er nog een geleding aan toegevoegd. De toren wordt door twee zware steunberen ondersteund. Het korfboogportaal is uit 1554.
Ook het schip en het koor zijn in ijzerzandsteen opgetrokken. De zijbeuken zijn in baksteen uitgevoerd, en de steunberen werden in de 19e eeuw toegevoegd.

## Interieur
De kerk bezit een gepolychromeerd houten Madonna uit de 16e eeuw, en een dito kruisbeeld uit einde 16e eeuw. Uit de 17e eeuw is een schilderij van de Tenhemelopneming van Maria, en een biechtstoel in barokstijl. Het koorgestoelte is in 18e-eeuwse rococostijl en een schilderij voorstellende Ecce Homo is uit het begin van de 18e eeuw. Het doksaal is uit 1762.